# 人物誌 (越南)
《人物誌》（越南語：Nhân Vật Chí ），越南典籍，以漢語文言文寫成，撰者及編寫年代不詳，可能成書於19世紀末。本書編錄了越南歷代人物二十六人，大多數是歷史人物，如陳朝朱安、後黎朝黎貴惇等，亦有傳說人物如李翁仲。書中除了記述他們的事跡，又兼錄其詩文作品，取材繁富，具有一定的參考價值。

## 本書的編撰
《人物誌》不署撰人，編寫年代亦難確定。按照本書內容，在《陳司業朱文貞先生行狀》裡，收錄了紹治五年（1845年）葉春暄寫的序，因此本書編成的上限為1845年，有可能是19世紀末期的越南人士所撰。本書編錄的二十六人事跡，篇幅長短不一，或數十字，或數千字，兼錄了該人物的傳世作品。而取材亦相當繁富，引用範疇包括史籍、家譜、文集、傳說等等。此外，內容中又加插了註釋，以補充或訂正史料。

## 內容
1. 《李翁仲》：講述傳說中中國秦代時的壯士李翁仲的故事。[2]
2. 《姜丞相字公輔》：著錄入仕於唐的安南人姜公輔的事跡。[3]
3. 《懷道王阮嫩姓阮名嫩》：著錄李末陳初時割據一方的阮嫩的事跡。[4]
4. 《莫狀元》：著錄陳朝時狀元莫挺之的文才及其後代的經歷。[5]
5. 《陳司業朱文貞先生行狀》：著錄陳朝時重要學者朱安的事跡、詩文作品及後世有關他的文獻等等。[6]
6. 《陳登元》：記載李朝時士人陳登元及其兒子陳汝聽的事跡。[7]
7. 《黎俊茂》：記載後黎朝士人黎俊茂入仕、對抗莫登庸殉節的事跡。[8]
8. 《吳煥》：記載越南南北朝時期士人吳煥匡扶黎室、抵抗莫朝及殉節的事跡。[9]
9. 《阮泰拔》：記載越南南北朝時不願事莫而殉節的義士阮泰拔的事跡。[10]
10. 《黃佐明》：記載匡扶黎室、抵抗莫朝而殉節的黃佐明的事跡。[11]
11. 《張孚說》：記載莫登庸篡黎後不願出仕的隱士張孚說的事跡。[12]
12. 《陳克終》：記載陳朝時陳克終救回遠嫁占城的玄珍公主的故事。[13]
13. 《韓詮》：記載陳朝文人韓詮的事跡。[14]
14. 《鄧公瓆》：記載平亂有功的狀元鄧公瓆的事跡。[15]
15. 《陳文𤏸》：記載士人陳文𤏸的事跡。[16]
16. 《崗國公傳阮熾》：記載後黎朝開國功臣阮熾的事跡。[17]
17. 《晉國公傳阮景輝》：記載南北朝時匡扶黎室的阮景輝的事跡。[18]
18. 《阮景𣌓》：記載南北朝時匡扶黎室及殉節的黎將阮景𣌓的事跡。[19]
19. 《阮景堅》：記載阮景𣌓之子、後黎朝滅莫功臣阮景堅的事跡[20]
20. 《太宰梅郡公錄》：著錄鄭主統治時期的士人馮克寬的事跡及其詩文作品。[21]
21. 《兵部尚書海郡公譜》：著錄鄭主時期平亂良將范廷重的事跡，收有關他的各種文獻。[22]
22. 《刑部尚書贈少保河郡公黎相公年譜》：著錄鄭主時期士人黎原的事跡。[23]
23. 《工部尚書黎相公年譜其先東岸人，原姓李。》：記載鄭主時期的士人及著名學者黎貴惇的事跡。[24]
24. 《仙遊懷抱探花阮登縞行狀》：記載鄭主時期奇士阮登縞的事跡。[25]
25. 《慈廉天姥探花阮貴德》：著錄鄭主時期學者阮貴德的事跡及有關他的文獻。[26]
26. 《黃名勤》：記述陳朝時抗蒙有功的奇人黃名勤的傳聞。[27]

## 研究價值
《人物誌》對於歷代越南人物的資料蒐集，都收錄了各種史書、家譜、文集、傳說等，因而具有保存文獻的價值。此外，本書收錄的一些外交資料，如鄭主時期馮克寬出使中國明朝時為萬曆皇帝所作的賀詩，以及同時期的朝鮮人李晬光的《題梅南毅齋詩集序》等，都是可貴的東亞國際文化交流文獻。而書中的註，亦對了解史料具有參考價值。

## 流傳版本
《人物誌》在越南河內漢喃研究所藏有一份抄本，法國遠東學院藏有微捲。到1987年（民國七十六年），由臺灣學生書局發行，法國遠東學院出版，陳慶浩、王三慶等編的《越南漢文小說叢刊》裡，收錄了康世昌的校點本。